# Аск'я

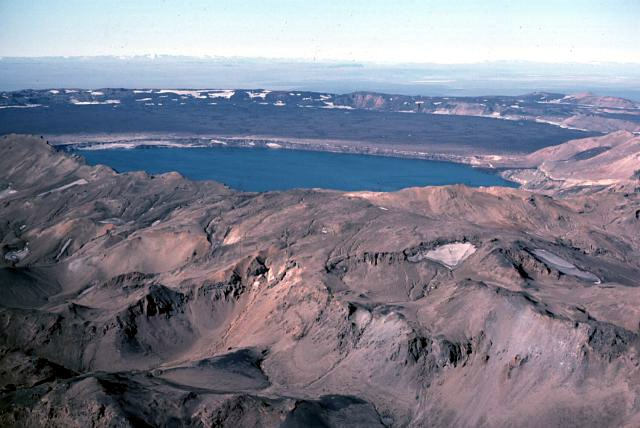
Вулкан Аск'я

Аск'я (1510 м н.р.м.) — стратовулкан в Ісландії на вулканічному масиві Крапла. Кальдера вулкану, оточена засніженими горами Дінґ'юфйотль, має розмір 50 км², де знаходяться два озера: найглибше в Ісландії Оск'юватн (220 м глибини) та Віті (ісл. Пекло) наповнене теплою сірчаною водою.

## Виверження
У 1961 р. мав місце останній вибух вулкану Аск'ї, який вивергнув на поверхню попіл на висоту 8 тис. м.
У 1907 році, німецькі науковці — геолог Вальтер фон Кнебель та його друг Макс Рудлофф відвідали Аск'ю для вивчення кальдери. Під час досліджень 10 липня 1907 р., у малому човні, вони пропали без сліду. Наречена Фон Кнебеля — Іна фон Ґрумбков організувала експедицію щоби віднайти їх, але жодної вказівки того, що трапилося ніколи не було знайдено.

## Галерея

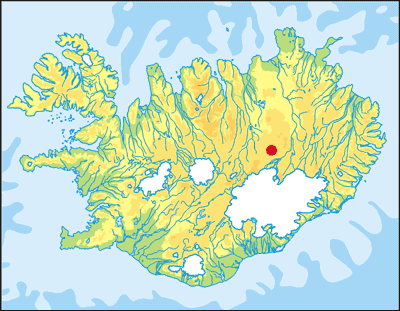
Розташування Аск'ї
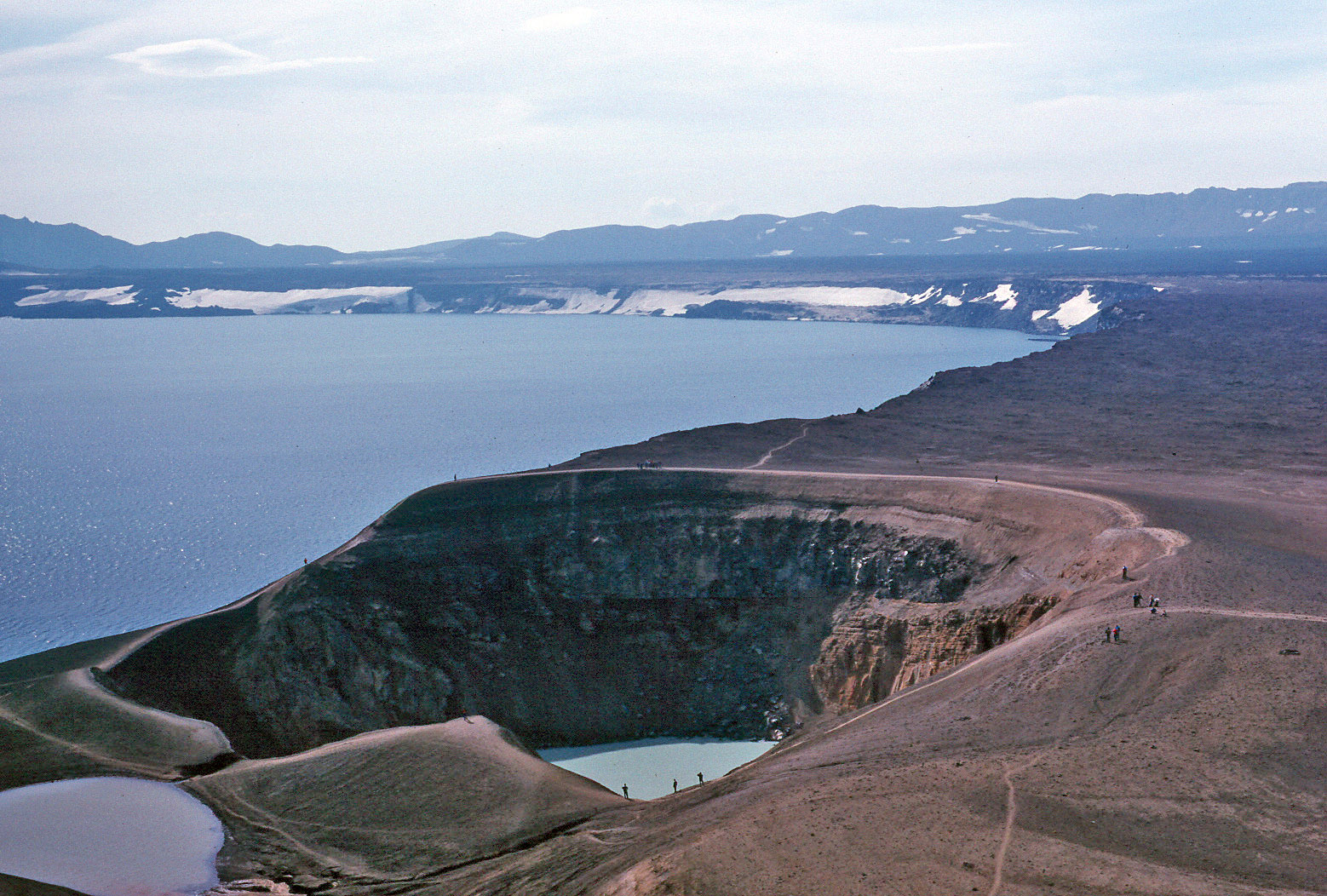
Кальдера вулкану Аск'я. Фото Вольфґанґа Беяра.
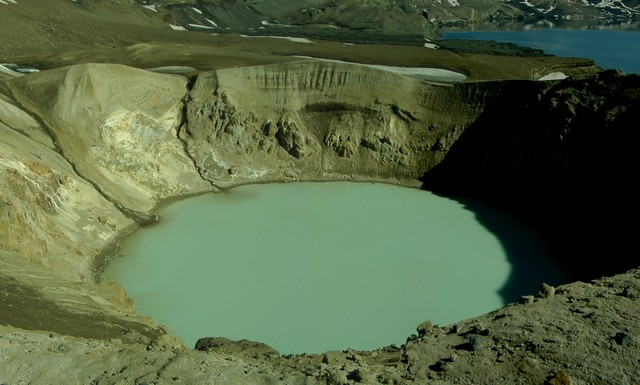
Кратерне озеро Віті, на вулкані Аск'я
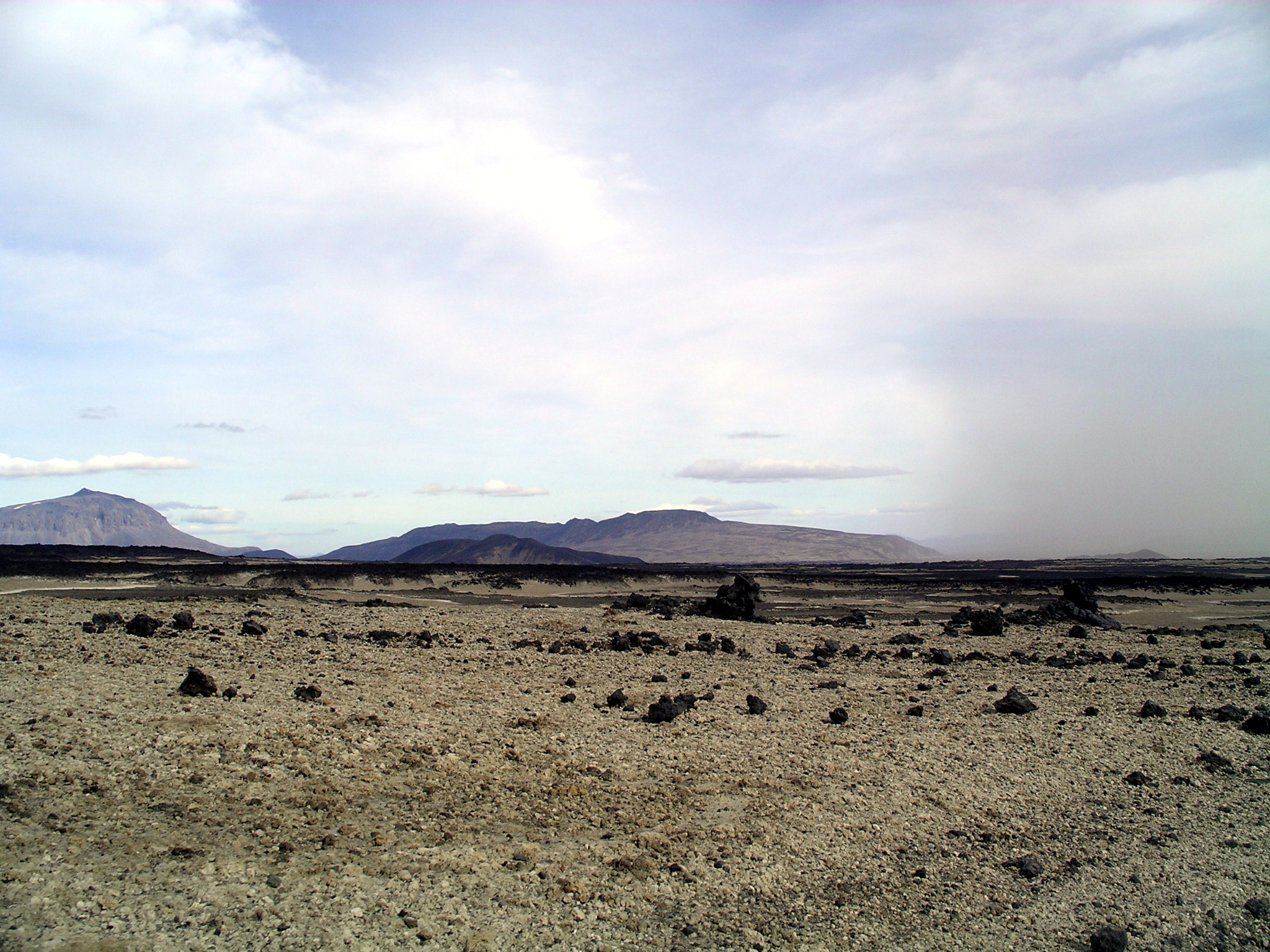
вулканічне дно, північний схід вулкану Аск'я
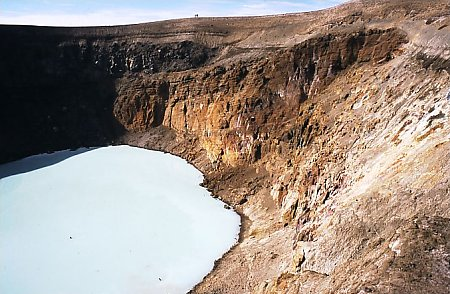
Віті кратер вулкану Аск'я